# Palazzo Kinsky (Vienna)
Il Palazzo Kinsky, noto anche come il Palais Daun-Kinsky, è uno dei più importanti palazzi barocchi di Vienna, situato sul Freyung, di fronte alla Schottenkirche.

## Storia
Il Palazzo fu costruito tra il 1713 e il 1719 dal grande architetto Johann Lucas von Hildebrandt per il feldmaresciallo Wirich Philipp von Daun, nel periodo della grande ondata di costruzioni che seguì la Battaglia di Vienna del 1683, quando la città fu definitivamente liberata dai turchi. Il 7 maggio 1763 vi nacque il principe Józef Antoni Poniatowski, futuro generale polacco e maresciallo di Francia. 
Nel 1764 l'edificio fu acquistato dal conte Khevenhüller ,e nel 1784 passò alla contessa Rosa Kinsky. Divenne, in seguito, per qualche tempo, la base della Stadtguardi, la "Guardia cittadina", precorritrice della polizia.  
Nella prima metà del XIX secolo venne preso in affitto dal Duca di Lucca Carlo Lodovico di Borbone e qui ebbe anche sede l'ambasciata del Ducato presso la corte imperiale.  
Dopo il 1945 vi fu ospitato il "Circolo degli ufficiali delle forze d'occupazione britannica". Oggi il palazzo è di proprietà di Karl Wlaschek, che nel secondo cortile vi ha costruito il mausoleo di famiglia.

## Architettura e descrizione
La facciata ritmata da paraste, notevole esempio dell'architettura barocca a Vienna, è incentrata sul portale centrale con colonne e telamoni.
Altrettanto notevole è l'interno, con una rotonda a stucchi che funge da atrio e porta allo scalone d'onore, probabilmente progettato da Antonio Beduzzi, terminante con la grande volta a stucchi e affreschi. La decorazione si deve a Carlo Carlone, con la pittura di quadratura di Marcantonio Chiarini, e rappresentano l'Apoteosi del conte Wirich Philipp von Daun.
Le sculture si devono a Joseph Kracker. Le ali laterali sono state ricostruite più volte durante il XIX secolo.

## Galleria d'immagini

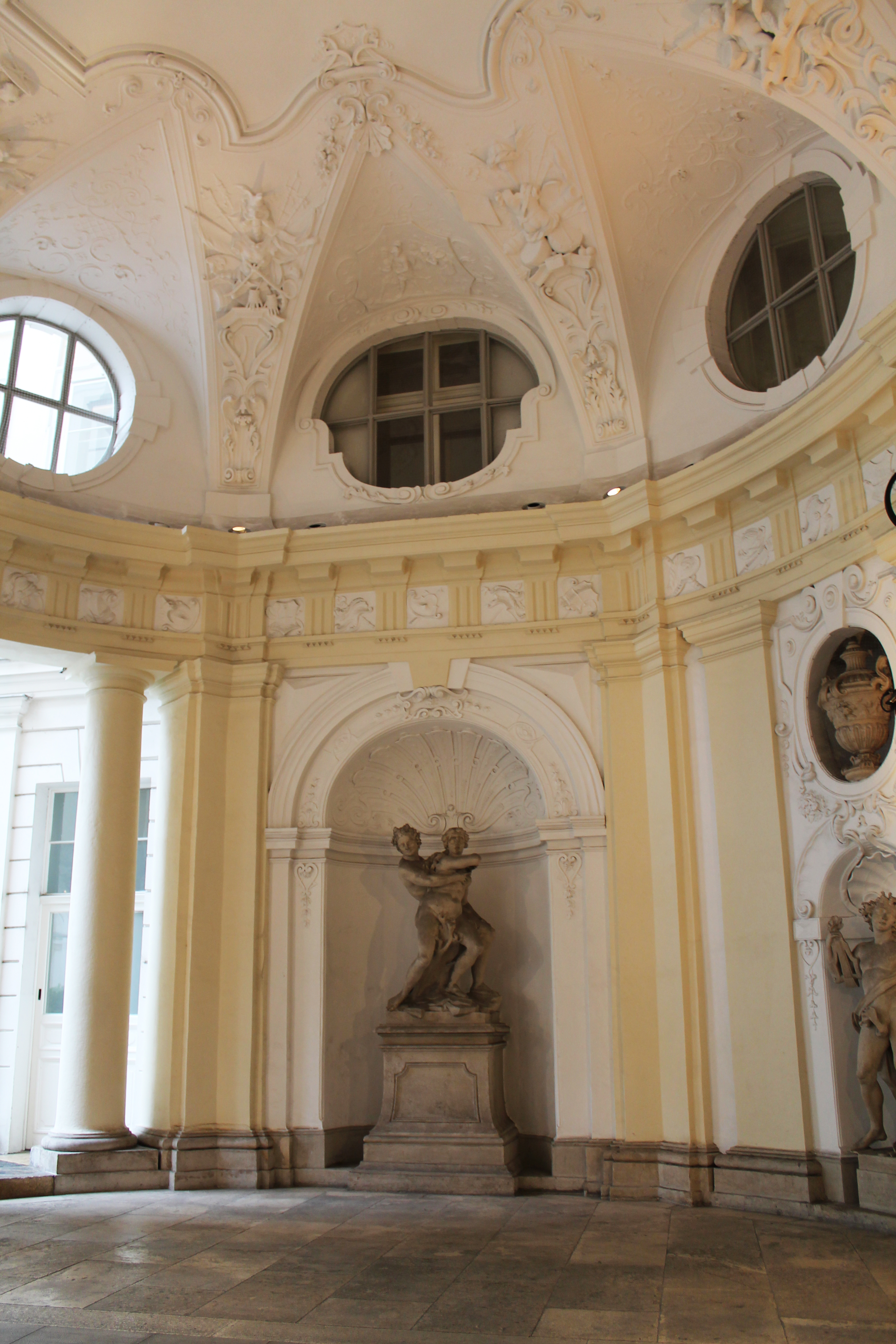
La rotonda-atrio
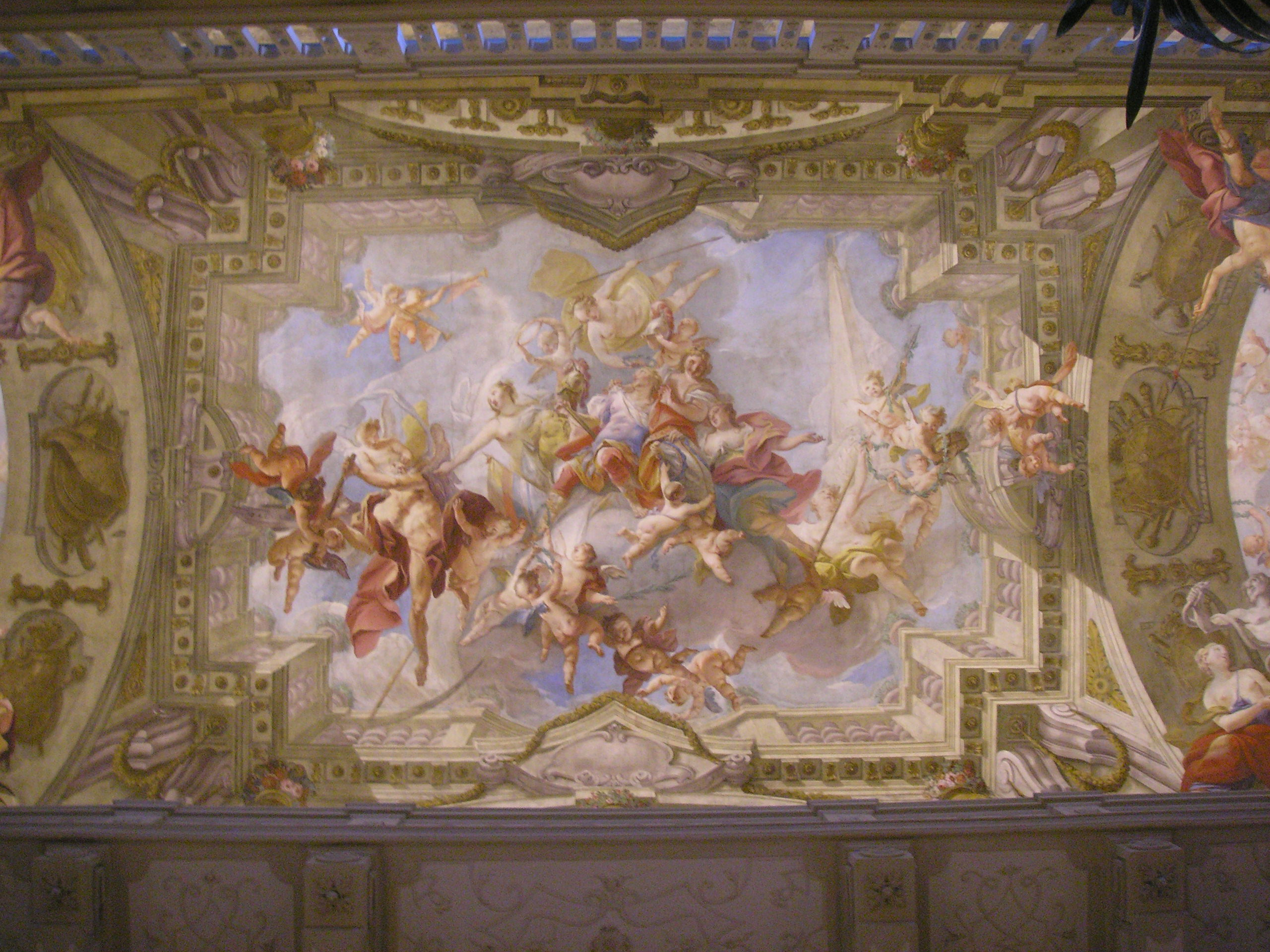
L'Apoteosi del conte Wirich Philipp von Daun di Carlo Carlone
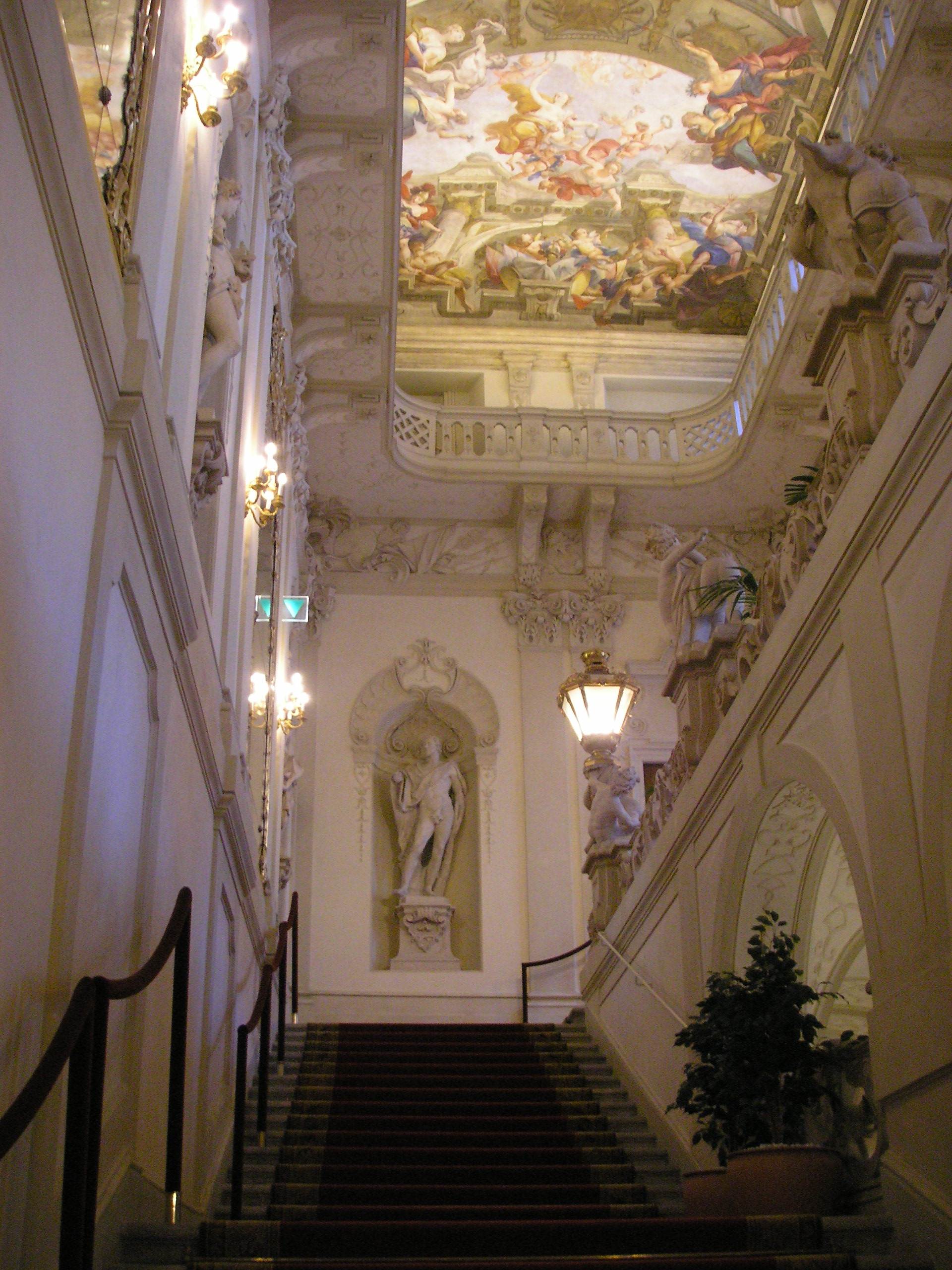
Lo scalone d'onore